# Zespół różyczki wrodzonej
Zespół różyczki wrodzonej (zespół Gregga, ang. congenital rubella syndrome, CRS) – zespół wad wrodzonych wywołanych zakażeniem wewnątrzmacicznym płodu wirusem różyczki.
Na ryzyko wystąpienia choroby są narażone przede wszystkim kobiety, które nie przeszły wcześniej szczepienia przeciwko różyczce. W takim wypadku przy zachorowaniu ciężarnej może dojść do zakażenia płodu drogą przezłożyskową (krwiopochodną). Ryzyko wystąpienia poważnych wad płodu jest największe w pierwszym trymestrze ciąży: wynosi ono około 90% przy zakażeniu do 11. tygodnia, 33% w 11.-12. tyg., 11% w 13.-14. tyg., po czym wzrasta znów do 24% w 15.-16. tyg. Po tym krytycznym okresie rozwój choroby u matki nie zwiększa istotnie występowania wad u płodu, nawet w wypadku stwierdzenia infekcji. Najdłużej utrzymuje się ryzyko wystąpienia zaburzeń słuchu.
Niebezpieczeństwo wiąże się głównie z rozwojem zakażenia pierwotnego. Reinfekcja, czyli powtórne zakażenie pomimo wcześniej przebytej choroby (lub zaszczepienia) jest możliwa (może doświadczyć jej nawet do 5% osób po naturalnym przebyciu choroby i do 50% zaszczepionych, zależnie od czasu, który upłynął od tego momentu), ale nie pociąga za sobą tak poważnego ryzyka rozwoju wad płodu. Kształtuje się ono na poziomie 5-8% w pierwszym trymestrze, potem staje się minimalne.

## Historia
Norman Gregg, australijski okulista, w 1941 roku jako pierwszy poprawnie powiązał współwystępowanie zaćmy, wrodzonych wad serca i mikrocefalii u dzieci z przebyciem przez ich matki różyczki we wczesnym okresie ciąży. Wkrótce po opublikowaniu pierwszej pracy do zaobserwowanych wad dodano m.in. utratę słuchu. Pandemia różyczki w latach 1963-65 (USA) pozwoliła na zgromadzenie większej ilości danych statystycznych. W czasie jej trwania zachorowało ok. 10% kobiet w ciąży; u potomstwa 30% z nich stwierdzono wady wrodzone. Dramatyczne doświadczenia tego okresu stanowiły bodziec do szybszego rozwoju szczepionki przeciwko różyczce; została ona wprowadzona do użycia na początku lat 70 (w formie trójskładnikowej szczepionki przeciwko odrze, śwince i różyczce, MMR).

## Patologia

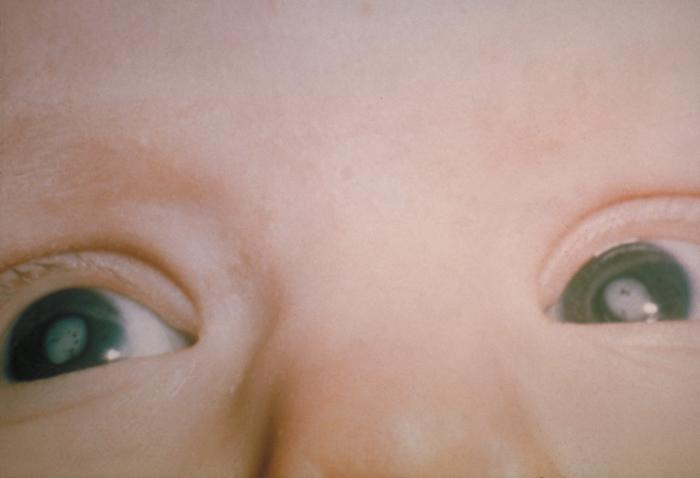
Zaćma w zespole Gregga

Patogeneza wad płodu nie została do końca poznana. Wiadomo, że wirus łatwo zakaża łożysko, w którym zaczyna się replikować. Uszkodzenia, które w nim powoduje, umożliwiają przedostanie się patogenu do krwiobiegu płodu. Przyczynami uszkodzeń tkankowych może być stan nekrotyczny spowodowany jego niedokrwieniem, nieprawidłowości w podziałach komórkowych czy uszkodzenia chromosomów. Do najbardziej charakterystycznych cech wrodzonego zespołu różyczkowego zalicza się jego przewlekły charakter. Wirus utrzymuje się w organizmie dziecka jeszcze długo po przyjściu na świat. Taki stan rzeczy tłumaczy niektóre z później obserwowanych problemów, m.in. zaistniałe zmiany neurologiczne.
U dzieci z zespołem Gregga obserwuje się najczęściej następujące patologie:
- wady serca i dużych naczyń (48% chorych) – przetrwały przewód tętniczy, ubytki przegrody międzyprzedsionkowej i międzykomorowej i zwężenie tętnicy płucnej,
- wady narządu wzroku (71%) – zaćma, jaskra, zapalenie siatkówki i naczyniówki (tzw. retinopatia typu "sól i pieprz"), małoocze, zez,
- zaburzenia słuchu (67%) lub głuchota.

Łącznie powyższe trzy rodzaje wad współtworzą tzw. triadę różyczkową Gregga. Do pozostałych często występujących patologii należą:
- zaburzenia neurologiczne: przewlekłe zapalenie opon mózgowych, mikrocefalia, zapalenia naczyń mózgowych, zwiększone ryzyko zachorowania na schizofrenię i autyzm
- inne: wady narządów płciowych,  patologie kostne (prowadzące np. do deformacji kończyn czy uszkodzenia zębów mlecznych), wysypka skórna, schorzenia wątroby, płuc, nerek.

Wirus różyczki zwiększa również ryzyko wczesnego poronienia lub urodzenia martwego dziecka. Przedwczesna śmierć dotyka do 35% osób ze zdiagnozowanym zespołem CRS.
W późniejszym wieku notuje się wzrost ryzyka zachorowania na cukrzycę insulinozależną (20%), rozwinięcia zaburzeń tarczycy (5%), jaskry oraz innych problemów ze wzrokiem, wynikających z wcześniej opisanych wad. Rzadkie, ale bardzo niebezpieczne są powikłania neurologiczne w formie progresywnego różyczkowego zapalenia mózgu (PRP, progressive rubella panencephalitis).

## Leczenie i rokowanie
U kobiet ciężarnych narażonych na infekcje wirusem różyczki wykonuje się zwykle serię prób na przeciwciała IgG przeciwko różyczce. W odstępach 3-tygodniowych pobiera się krew, aby sprawdzić, czy w tym okresie u pacjentki nastąpiła serokonwersja. 
Infekcję płodu wirusem różyczki można wykryć wykonując badania prenatalne: amniocentezę lub płodowe badanie krwi. Wynik pozytywny stanowi podstawę do rozważenia usunięcia ciąży. Jeżeli matka zdecyduje się na urodzenie dziecka, zwykle profilaktycznie podaje się immunoglobulinę 0.55 mL/kg IM celem ograniczenia stopnia infekcji.
Opieka nad dziećmi z zespołem Gregga wymaga intensywnej współpracy specjalistów z różnych dziedzin: pediatrii, okulistyki, laryngologii, kardiochirurgii czy neurologii. Niektóre problemy mogą zanikać z czasem, inne pojawiają się w późniejszym okresie życia. Bardzo ważne są badania słuchu, gdyż w tym wypadku wczesna interwencja może znacząco poprawić sytuację chorego. Jakość życia u osób z CRS jest generalnie gorsza niż u osób zdrowych, jednak wykazuje (w badaniach epidemiologicznych) dużą zmienność. Niektóre prace dowodzą dobrego przystosowania się większości pacjentów (którzy osiągnęli wiek dojrzały), cierpiących co prawda częściej na schorzenia przewlekłe, ale pozostających w satysfakcjonujących związkach małżeńskich i prowadzących normalne życie towarzyskie. Według innych opracowań tylko ⅓ chorych była zdolna prowadzić normalne, niezależne życie; reszta pozostawała w jakimś stopniu uzależniona od ciągłej opieki medycznej. 
W celach zapobiegawczych wykonuje się szczepienie ochronne dzieci (13-14 miesiąc życia) i dziewcząt w wieku pokwitania (13 rok życia) oraz kobiet w wieku rozrodczym, jeśli nie stwierdza się przeciwciał przeciwróżyczkowych, lub jeśli od szczepienia podstawowego w 13. roku życia minęło więcej niż 10 lat. Po szczepieniu kobiety nie powinny zachodzić w ciążę przez co najmniej miesiąc (szczepi się żywym, atenuowanym wirusem), ale dostępne dane nie wskazują na ryzyko wystąpienia różyczki wrodzonej u kobiet, które zaszczepiono tuż przed zajściem w ciążę lub na początku ciąży.